# カール・クラウス (化学者)

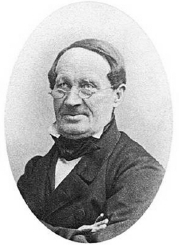
カール・エルンスト・クラウス

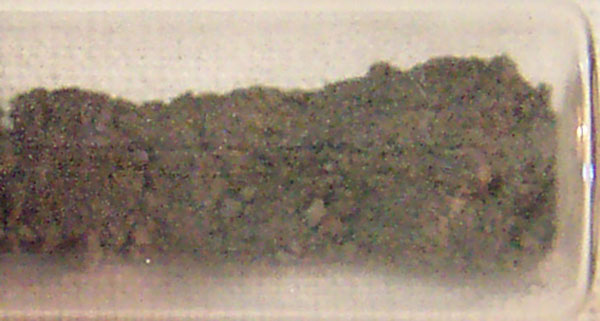
ルテニウム

カール・エルンスト・クラウス（Karl Ernst Claus, 1796年1月23日 - 1864年3月24日）またはカール・カールロヴィチ・クラウス(露: Карл Ка́рлович Кла́ус)はロシアの化学者である。ルテニウムの発見者とされる(1844年)。

## 略歴
当時ロシア領であった、現在のエストニアのタルトゥ（ドルパット）に画家の息子に生まれた。4歳で父親を失い、2年後孤児となった。1810年にサンクトペテルブルクに出て、薬局の助手として働いた。高等教育は受けていなかったが、21歳のときに薬剤師の資格を得て、当時ロシアで最年少の薬剤師となった。1826年にカザンで自分の薬局を持った。
1821年に結婚し、3人の子供が生まれた。タルトゥに戻った後、1928年に32歳になっていたが、専門教育を受けるためにタルトゥ大学に入学し、1831年に化学研究室の助手となった。1837年に植物由来の化学物質の研究で博士号を得た。同じ年にサンクトペテルブルク医学アカデミーに招かれ、カザン州立大学の化学実験室の室長となり、1839年に鉱水からの化学物質の分離の研究で教授資格を得て、准教授となり、1844年に教授となった。
植物学の分野では、1827年に探検家、生物学者のエドゥアルト・フリードリヒ・エーフェルスマンの助手としてウラル地方、ヴォルガ地域を調査旅行し、後に『ボルガ地域の植物』（"Flora der Wolgagegenden"）を出版した。1934年にもボルガ地域の調査を行った。
化学の分野ではルテニウムの発見者とされている。ルテニウムについてはオサン（Friedrich Gotthilf Osann）がイェンス・ベルセリウスと共同で、白金鉱石の残滓の分析を進め、1828年に3種の新元素、プルラニウム（pluranium）、ルテニウム（ruthenium）、ポリニウム（polinium）を発見したと発表していたが、精製された金属の量が少量であったため、発見の主張は取り下げられていた。
1840年にクラウスはクラウスはサンクトペテルブルク鉱山から白金鉱石を入手し、ロジウム、イリジウム、オスミウムや微量のパラジウム、プラチナの化学的精製をすすめ、1844年にルテニウムの発見を発見した。
ルテニウムの単離だけでなく、原子量や化学的性質も確認した。ルテニウム、ロジウム、パラジウム、白金の化学的性質の類似性を報告する論文を執筆した。この発見でクラウスはデミドフ賞を受賞した。クラウスは単離したルテニウムを化学の第一人者であったイェンス・ベルセリウスに送り、この発見はヨーロッパで知られるようになった.
1852年にタルトゥに戻り、タルトゥ大学の薬学の教授となり、タルトゥ大学で没した。